# Jesús Loza
Jesús Loza Aguirre (Vitoria, 24 de diciembre de 1952) es un político español, delegado del Gobierno en el País Vasco entre 2018 y 2020.

## Biografía
Jesús Loza es licenciado en Medicina y Cirugía por la Universidad de Navarra y especialista en Hematología y Hemoterapia. Fue Director Gerente del Hospital de Txagorritxu en Vitoria desde mayo de 1986 hasta julio de 1987 y ejerció de médico adjunto de hematología en el citado hospital.
Ha sido concejal del Ayuntamiento de Vitoria en dos ocasiones, Diputado de Bienestar Social de la Diputación Foral de Álava, Viceconsejero de Asuntos Sociales del Gobierno Vasco, parlamentario vasco, secretario Primero de la Mesa del Parlamento y concejal del Ayuntamiento de Cigoitia (Álava). Fue el candidato a la Alcaldía de Vitoria en las elecciones de 1999 y en 2001 fue elegido parlamentario vasco por Alava, escaño en el que se mantuvo durante once años, hasta que en marzo de 2012 dejó el Parlamento Vasco al ser nombrado por el lehendakari socialista, Patxi López, Comisionado para la Convivencia, con el encargo de ejecutar y coordinar su política en materia de convivencia tras el cese de la actividad terrorista de ETA. Durante su etapa política, Loza se distinguió por ser un firme defensor de la vía Nanclares, el programa del Gobierno que facilitó la reinserción de presos de ETA arrepentidos con su pasado terrorista.
Además, Loza ha sido miembro de la Comisión de Expertos para la puesta en marcha del Memorial de Víctimas del Terrorismo. También ejerció de vicepresidente de la Fundación Fernando Buesa, siendo desde 2012  miembro de su ejecutiva. Además, es miembro del Consejo de Dirección de Gogora-Instituto de la Memoria, la Convivencia y los Derechos Humanos, a propuesta del Parlamento Vasco. Por último, Loza es también patrono de la Fundación Secretariado Gitano desde 2000.